# Asphondylia peploniae
Asphondylia peploniae är en tvåvingeart som beskrevs av Maia 2001. Asphondylia peploniae ingår i släktet Asphondylia och familjen gallmyggor. Inga underarter finns listade i Catalogue of Life.